# Бландіана (комуна)
Бландіана (рум. Blandiana) — комуна у повіті Алба в Румунії. До складу комуни входять такі села (дані про населення за 2002 рік):
- Ібру (3 особи)
- Акмаріу (444 особи)
- Бландіана (696 осіб) — адміністративний центр комуни
- Поєнь (9 осіб)
- Рекетеу (35 осіб)

Комуна розташована на відстані 272 км на північний захід від Бухареста, 18 км на південний захід від Алба-Юлії, 90 км на південь від Клуж-Напоки.

## Населення
За даними перепису населення 2002 року у комуні проживали 1187 осіб. Усі жителі комуни рідною мовою назвали румунську.
Національний склад населення комуни:
| Національність | Кількість осіб | Відсоток |
| -------------- | -------------- | -------- |
| румуни         | 1174           | 98,9%    |
| цигани         | 10             | 0,8%     |
| угорці         | 3              | 0,3%     |

Склад населення комуни за віросповіданням:
| Релігія            | Кількість осіб | Відсоток |
| ------------------ | -------------- | -------- |
| православні        | 1091           | 91,9%    |
| баптисти           | 56             | 4,7%     |
| п'ятдесятники      | 6              | 0,5%     |
| римо-католики      | 5              | 0,4%     |
| не вказали релігію | 2              | 0,2%     |